# Đường cao tốc Bùng – Vạn Ninh
Đường cao tốc Bùng – Vạn Ninh (ký hiệu toàn tuyến là CT.01 và CT.02) là một đoạn đường cao tốc thuộc hệ thống đường cao tốc Bắc – Nam phía Đông và đường cao tốc Bắc – Nam phía Tây nằm trong địa phận tỉnh Quảng Trị.

## Thiết kế
Tuyến đường có chiều dài toàn tuyến là 48,84 km, đoạn đường có điểm đầu nối tiếp với đường cao tốc Vũng Áng – Bùng tại địa phận xã Bố Trạch, tỉnh Quảng Trị và điểm cuối thuộc địa phận xã Trường Ninh, tỉnh Quảng Trị, kết nối với đường cao tốc Vạn Ninh – Cam Lộ hiện đang được xây dựng. Dự án có mặt cắt ngang giai đoạn phân kì đạt tiêu chuẩn đường cao tốc 4 làn xe không có làn dừng khẩn cấp, bố trí một số điểm dừng khẩn cấp cách quãng 4 – 5km/1 điểm với bề rộng nền đường 17m, vận tốc tối đa 90 km/h. Giai đoạn hoàn chỉnh, đường sẽ có 6 làn xe, 2 làn dừng khẩn cấp, vận tốc thiết kế 100 km/h.

## Xây dựng
Tuyến đường có tổng mức đầu tư là 9.361 tỷ đồng, được khởi công vào ngày 1 tháng 1 năm 2023 và chính thức thông xe kỹ thuật vào ngày 19 tháng 4 năm 2025, tuyến đường chính thức đưa vào khai thác tuyến chính từ ngày 28 tháng 4 năm 2025.

## Chi tiết tuyến đường

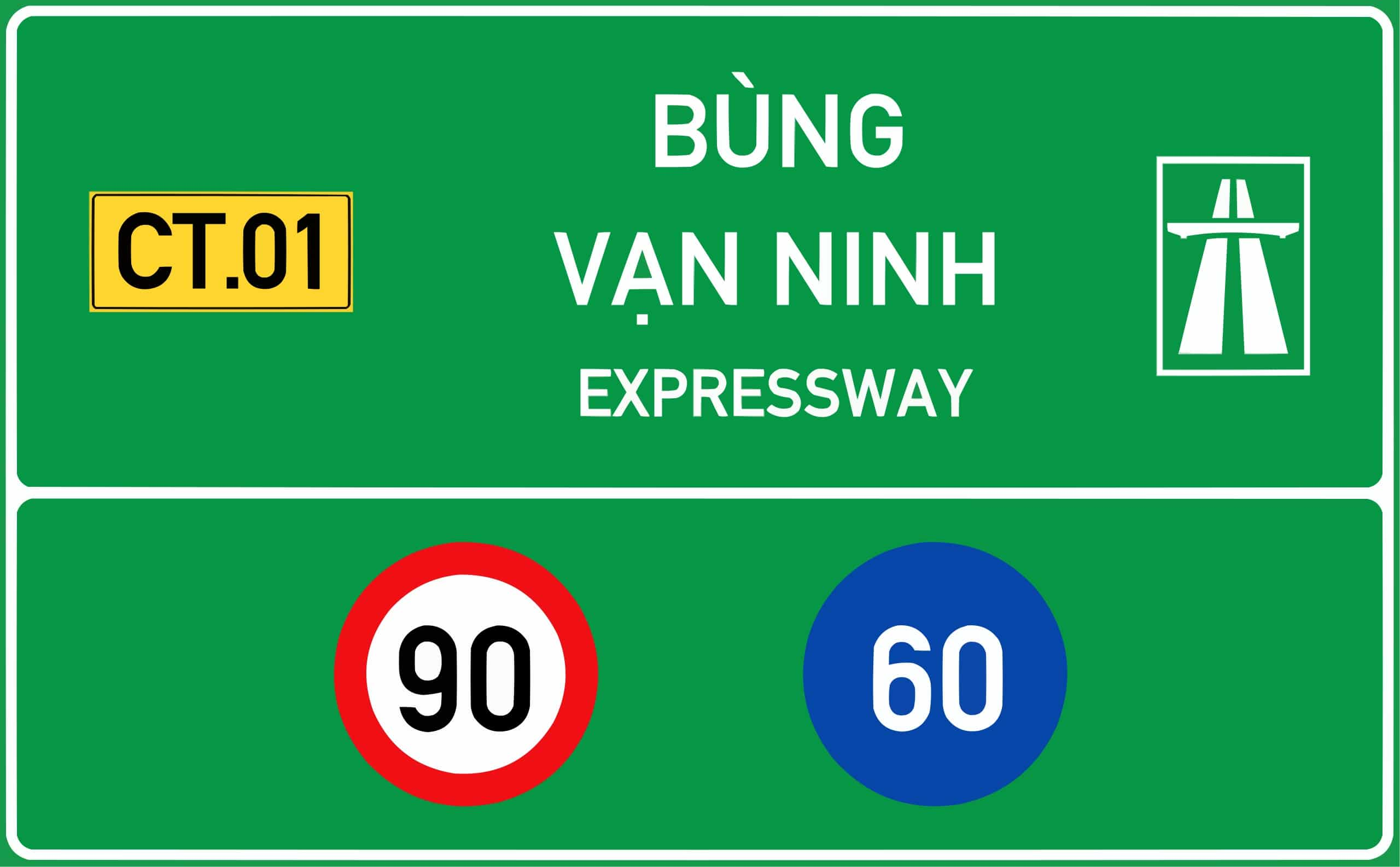
Bảng thông tin tốc độ cao tốc

### Làn xe
- 4 làn xe, có điểm dừng khẩn cấp

### Chiều dài
- Toàn tuyến: 48,84 km

### Tốc độ giới hạn
- Tối đa: 90 km/h,[6] Tối thiểu: 60 km/h

## Lộ trình chi tiết
- IC - Nút giao, JCT - Điểm lên xuống, SA - Khu vực dịch vụ (Trạm dừng nghỉ), TN - Hầm đường bộ, TG - Trạm thu phí, BR - Cầu
- Đơn vị đo khoảng cách là km.

| Số                                                    | Tên                                                 | Tên nút giao                                        | Khoảng cách từ đầu tuyến                            | Kết nối                                             | Ghi chú                                             | Vị trí                                              | Vị trí                                              |
| Kết nối trực tiếp với Đường cao tốc Vũng Áng – Bùng   | Kết nối trực tiếp với Đường cao tốc Vũng Áng – Bùng | Kết nối trực tiếp với Đường cao tốc Vũng Áng – Bùng | Kết nối trực tiếp với Đường cao tốc Vũng Áng – Bùng | Kết nối trực tiếp với Đường cao tốc Vũng Áng – Bùng | Kết nối trực tiếp với Đường cao tốc Vũng Áng – Bùng | Kết nối trực tiếp với Đường cao tốc Vũng Áng – Bùng | Kết nối trực tiếp với Đường cao tốc Vũng Áng – Bùng |
| ----------------------------------------------------- | --------------------------------------------------- | --------------------------------------------------- | --------------------------------------------------- | --------------------------------------------------- | --------------------------------------------------- | --------------------------------------------------- | --------------------------------------------------- |
| 1                                                     | Cự Nẫm                                              | IC Cự Nẫm                                           | 626.7                                               | Đường Hồ Chí Minh                                   |                                                     | Quảng Trị                                           | Bố Trạch                                            |
| BR                                                    | Cầu Ồ Ồ                                             |                                                     | ↓                                                   |                                                     |                                                     | Quảng Trị                                           | Hoàn Lão                                            |
| BR                                                    | Cầu Dũng Cảm                                        |                                                     | ↓                                                   |                                                     |                                                     | Quảng Trị                                           | Hoàn Lão                                            |
| BR                                                    | Cầu Đá Rò                                           |                                                     | ↓                                                   |                                                     |                                                     | Quảng Trị                                           | Hoàn Lão                                            |
| BR                                                    | Cầu Đá Mài                                          |                                                     | ↓                                                   |                                                     |                                                     | Quảng Trị                                           | Hoàn Lão                                            |
| 2                                                     | Việt Trung                                          | IC Việt Trung                                       | 643.5                                               | và Quốc lộ 9E                                       |                                                     | Quảng Trị                                           | Nam Trạch                                           |
| BR                                                    | Cầu vượt QL.9E                                      |                                                     | ↓                                                   |                                                     | Vượt Quốc lộ 9E                                     | Quảng Trị                                           | Nam Trạch                                           |
| BR                                                    | Cầu Phú Vinh 1                                      |                                                     | ↓                                                   |                                                     | Vượt hồ Phú Vinh                                    | Quảng Trị                                           | Đồng Sơn                                            |
| BR                                                    | Cầu Phú Vinh 2                                      |                                                     | ↓                                                   |                                                     | Vượt hồ Phú Vinh                                    | Quảng Trị                                           | Đồng Sơn                                            |
| SA                                                    | Trạm dừng nghỉ                                      |                                                     | 651                                                 |                                                     | Đang thi công                                       | Quảng Trị                                           | Đồng Sơn                                            |
| BR                                                    | Cầu Đồng Sơn                                        |                                                     | ↓                                                   |                                                     |                                                     | Quảng Trị                                           | Đồng Sơn                                            |
| 3                                                     | TP. Đồng Hới                                        | IC Nhật Lệ                                          | 657.85                                              | Đường Hồ Chí Minh và Quốc lộ 1                      |                                                     | Quảng Trị                                           | Đồng Sơn                                            |
| BR                                                    | Cầu Vực Huý                                         |                                                     | ↓                                                   |                                                     |                                                     | Quảng Trị                                           | Quảng Ninh                                          |
| BR                                                    | Cầu vượt hồ Diều Gà                                 |                                                     | ↓                                                   |                                                     | Vượt hồ Diều Gà                                     | Quảng Trị                                           | Quảng Ninh                                          |
| BR                                                    | Cầu Hồ Tràm                                         |                                                     | ↓                                                   |                                                     | Vượt Hồ Tràm                                        | Quảng Trị                                           | Quảng Ninh                                          |
| BR                                                    | Cầu vượt đường sắt 1                                |                                                     | ↓                                                   |                                                     | Vượt Đường Hồ Chí Minh và Đường sắt Bắc Nam         | Quảng Trị                                           | Trường Ninh                                         |
| BR                                                    | Cầu Long Đại                                        |                                                     | ↓                                                   |                                                     | Vượt sông Long Đại                                  | Quảng Trị                                           | Trường Ninh                                         |
| 4                                                     | TP. Đồng Hới                                        | IC Vạn Ninh                                         | 674.6                                               | Quốc lộ 9B                                          | Cuối tuyến cao tốc                                  |                                                     | Trường Ninh                                         |
| Kết nối trực tiếp với Đường cao tốc Vạn Ninh – Cam Lộ |                                                     |                                                     |                                                     |                                                     |                                                     |                                                     |                                                     |
| 1.000 mi = 1.609 km; 1.000 km = 0.621 mi              |                                                     |                                                     |                                                     |                                                     |                                                     |                                                     |                                                     |